# Rafael Escalona
Pour les articles homonymes, voir Escalona (homonymie).
Rafaël Calixto Escalona Martínez, né le 27 mai 1927 à Patillal et mort le 13 mai 2009 à Bogota, est un compositeur colombien également connu sous le nom d' « El maestro Rafael Escalona ». Il est considéré comme le plus grand compositeur colombien de vallenatos.

## Biographie
Rafael Escalona est le fils du colonel Manuel Clemente Escalona Labarcés qui a participé à la Guerre des Mille Jours et de Margarita Martínez Celedón. Il est l'arrière-petit neveu du célèbre évêque presbytérien du diocèse de Santa Marta, Rafaël Celedón, qui était le frère de son arrière-grand-mère maternelle.
Peu à peu, Escalona a rassemblé des histoires qui deviendront la base de célèbres vallenatos; le premier a été composé, en février 1943, alors qu'il avait un peu plus de seize ans; cent compositions ont succédé à cette première œuvre; ses vallenatos sont des mélodies dans lesquelles non seulement on peut reconstruire sa vie, mais aussi celle du vieux département de la Magdalena, composé des départements actuels du Magdalena, du César et de la Guajira; son apport, à la musique vallenata, a transformé celle-ci en marque d'identité de toute une région et de tout un pays. Escalona a reçu beaucoup d'hommages, décorations et a été diplomate, mais le plus grand peut-être qu'il ait reçu est la reconnaissance du Prix Nobel Gabriel García Márquez lorsque ce dernier lui déclara que son chef-d'œuvre Cent ans de solitude n'était rien de moins qu'un vallenato de 350 pages.
Escalona a été immortalisé par García Márquez dans sa nouvelle de 1961, Pas de lettre pour le colonel (espagnol : El coronel no tiene quien le escriba)
, ainsi que dans Cent ans de solitude : «… les chansons de Rafaël Escalona, le neveu de l'évêque ». Ses expériences comme compositeur et chanteur et celles de leurs amis, ont servi comme base pour la création en 1991 d'un téléfilm en plusieurs épisodes "Escalona"  qui a été interprété par le chanteur et acteur Carlos Vives, réalisée par Sergio Cabrera, sur un scénario de Bernardo Romarin Pereiro, basé sur le livre de Daniel Samper Pizano.
Tout au long de sa vie artistique El Maestro Escalona a reçu de nombreux hommages, un des plus importants qui lui fut accordé eut lieu en 2005 dans le Rockefeller Center de New York, pour toute sa carrière musicale par le Comité Directeur des Grammy Latinos.
Rafael Escalona est décédé le 13 mai 2009 à 16 heures 36, des suites de complications respiratoires associées à une insuffisance hépatique et des problèmes intestinaux. Avant qu'il ne meure, l'ex-président Ernesto Samper Pizano  est venu à son chevet. Le président Álvaro Uribe a assisté à la cérémonie à la mémoire d'Escalona au Palais des Congrès de Bogotà.

## Principales chansons composées
Escalona a composé un grand nombre de chansons populaires avec entre autres :
- La casa en el aire
- Jaime Molina
- El Testamento
- El Arco Iris
- El hambre del Liceo
- El bachiller
- Nostalgia de Poncho
- El mejoral
- Honda herida
- La vieja Sara
- La brasilera
- La Maye
- El perro de Pavajeau
- La custodia de Badillo
- El mal informado
- La despedida
- La molinera
- El carro Ford
- La Mensajera
- El copete
- La Flor de La Guajira
- La creciente del César
- La letrina del cacique
- Los celos de Maye
- El regalito
- La golondrina
- La Plateña
- Mariposa urumitera
- El hombre casado
- La resentida
- La mona del Cañaguate
- El pirata de Loperena
- María Tere
- Consuelo
- Dina Luz
- Mariposa bonita
- El Jerre Jerre
- El Jerre Jerre No 2
- La LLanerita
- El Pobre Miguel (Miguel Canales)
- El manantial
- La patillalera
- El medallón
- El Chevrolito
- López el pollo
- La Mariposa del Rio Badillo
- Paloma San Basilo
- El Matrimonio de Colacho
- Señor Gerente
- El Profe Castañeda
- La misión de Rafael
- El gavilán Cebado
- El Ermitaneo